# Bomba de ratpenats
La bomba de ratpenats (en anglès bat bomb) és una «alternativa a la bomba atòmica» sobre la qual científics estatunidencs treballaren en secret durant la Segona Guerra Mundial.
Els Ratpenats amb bombes havien de servir per a calar foc a ciutats i zones industrials japoneses. La idea no era nova: el rei viking Harald III de Noruega ja havia utilitzat ratolins en flames per a atacar ciutats al segle xi. La idea nasqué després de l'atac japonès a Pearl Harbor el 7 de desembre del 1941. El dentista Lytle Adams s'aïllà alguns mesos i creà un pla per a llançar ratpenats amb bombes petites a sobre des d'un avió que sobrevolés Tòquio o una altra gran zona industrial. Com que eren bombes de rellotgeria, provocarien milers d'incendis en els edificis japonesos, fets de fusta i paper. Adams envià el seu pla a la Casa Blanca. A la primavera del 1942, el pla arribà a les mans del president Franklin Delano Roosevelt, entusiasmat, envià un curiós missatge a l'exèrcit: «Aquest home no és pas boig, encara que sembla una idea estrambòtica, val la pena estudiar-la». L'exèrcit americà va invertir dos milions de dòlars en l'estudi i les experiències, fent una prova amb ratpenats cuallargs brasilers en 1943 a la base aèria de Carlsbad i va abandonar el projecte en 1945.